# Oversterfte

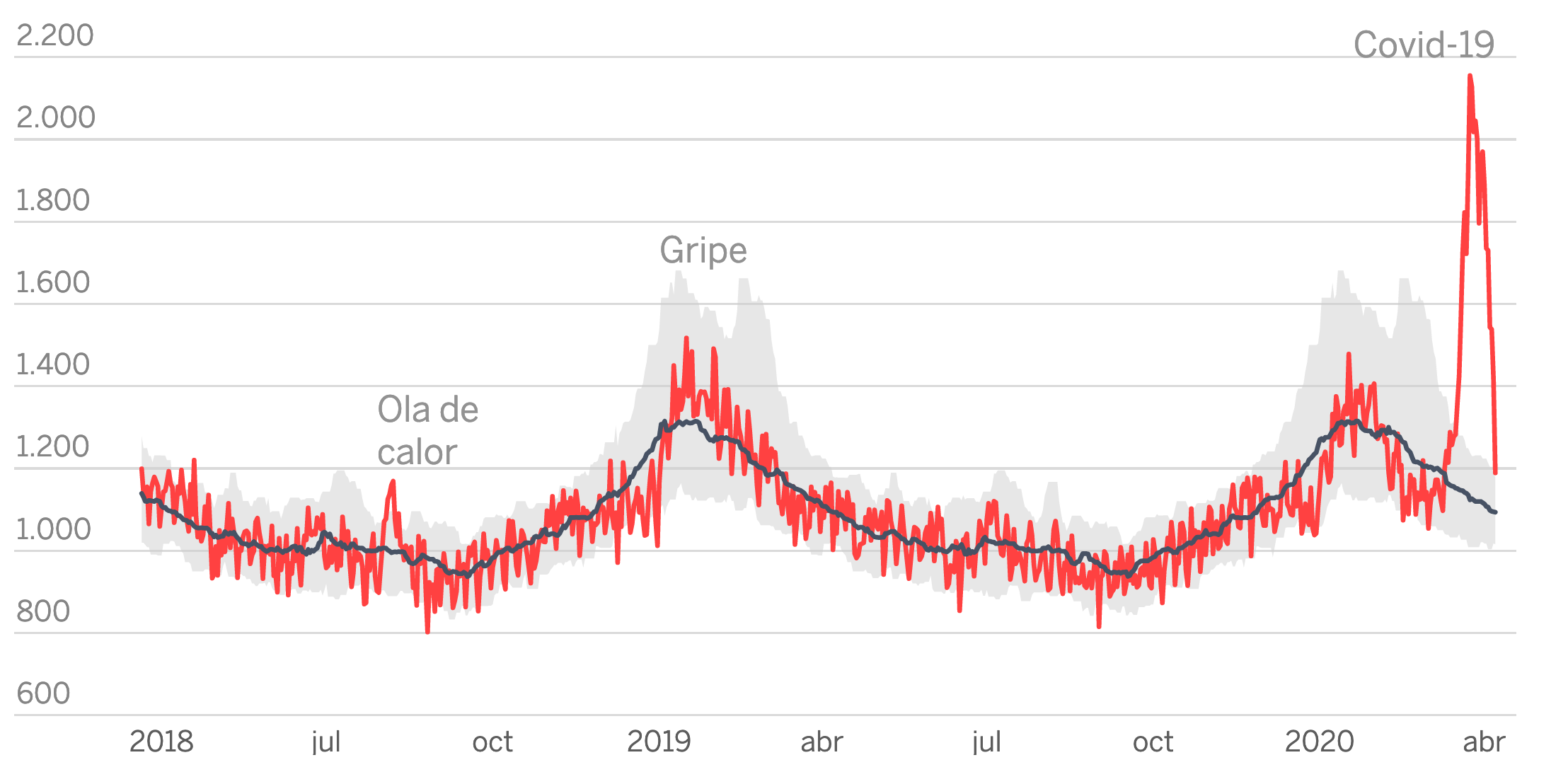
De COVID-19-pandemie in Spanje veroorzaakte een aanzienlijke oversterfte (verwacht percentage in het zwart, met betrouwbaarheidsintervallen in het grijs).

Oversterfte is een verhoogd sterftecijfer (mortaliteit) in een bepaalde periode, ten opzichte van een vergelijkingsperiode. Vaak wordt een jaar vergeleken met het gemiddelde van voorgaande jaren, of bijvoorbeeld de sterfte in de zomer met die in voorgaande zomers. Bij historisch onderzoek kan een jaar of decennium vergeleken worden met voorgaande én latere periodes.
Vaak is het nodig om de populatie te specificeren, bijvoorbeeld kinderen, mannen, vrouwen, een bepaalde leeftijdsgroep, rokers, mensen met gezondheidsproblemen of deelnemers aan een grootschalig longitudinaal onderzoek. De term oversterfte kan ook voor andere levensvormen dan mensen gebruikt worden.
Oversterfte bij mensen is meestal toe te schrijven aan omgevingsverschijnselen zoals hittegolven, koude periodes, epidemieën en pandemieën, vooral grieppandemieën, hongersnood of oorlog.
Tijdens hittegolven worden bijvoorbeeld vaak extra sterfgevallen waargenomen onder de bevolking, vooral bij oudere volwassenen en zieken. Na perioden met overmatige sterfte is echter ook een daling van de totale sterfte in de daaropvolgende weken waargenomen. Een dergelijke verschuiving van het sterftecijfer op korte termijn wordt ook wel het oogsteffect genoemd. De vermindering van sterfte suggereert dat de hittegolf vooral diegenen  trof wier gezondheid al zo in gevaar was zodat ze "op korte termijn toch zouden zijn gestorven".
In 24 Europese landen worden sterftecijfers geconsolideerd door het platform EuroMOMO (European Mortality Monitoring Activity), met als doel het opsporen en meten van overmatige sterfgevallen als gevolg van seizoensgriep, pandemieën en andere bedreigingen voor de volksgezondheid. De EuroMOMO-website wordt gehost en onderhouden door het Statens Serum Intitut te Kopenhagen, Denemarken.